# Orchis macra
Orchis macra är en orkidéart som beskrevs av John Lindley. Orchis macra ingår i släktet nycklar, och familjen orkidéer. Inga underarter finns listade i Catalogue of Life.